# Стріха Ярослава Максимівна
Ярослава Максимівна Стріха (нар. 27 серпня 1988, Київ) — українська перекладачка, літературна оглядачка, доктор філософії Гарвардського університету.

## Біографія
Народилася 27 серпня 1988 року в Києві. Батько Стріха Максим Віталійович — український науковець, громадський та політичний діяч, перекладач, письменник. Мати Старченко Наталія Петрівна — доктор історичних наук (2015), старша наукова співробітниця Інституту історії України НАН України (сектор соціальної історії).
Навчалася в Українському гуманітарному ліцеї КНУ імені Тараса Шевченка, закінчила Києво-Могилянську Академію, вивчала слов'янські мови та слов'янську літературу в Гарвардській вищій школі мистецтв та наук.
Пише літературні огляди на книжки на сайті ЛітАкцент.

## Переклади
- Антонія Баєтт. Книга для дітей. — Київ: Темпора, 2024.
- Шеллі Паркер-Чан. Та, що стала сонцем. — Київ: видавництво РМ, 2024
- Сюзанна Кларк. Леді з Ґрейс-Адью та інші історії. — Київ: видавництво РМ, 2023, 2024.
- Ева Томпсон. Трубадури імперії. Російська література і колоніалізм. – Київ: Наш Формат, 2023.
- Арт Шпінґельман. Маус. — Київ, Видавництво Видавництво, 2020, 2023.
- Генрі Девід Торо. Волден, або Життя в лісах / пер. з англ. Ярослави Стріхи. — Київ: Темпора, 2020
- Пол Остер. Нью-йоркська трилогія / пер. з англ. Ярослави Стріхи. — Львів : «Видавництво Старого Лева», 2020. — 360 с. — ISBN 978-617-679-583-4.
- Джуліан Барнз «Чоловік у червоному халаті» (Темпора, 2019, 2021, 2022)
- Джуліан Барнз «Одним одна історія» (Темпора, 2019.)
- Костянтин Дорошенко «Parcommune. Place. Community. Phenomenon» (Publish Pro Ltd., PinchukArtCentre, 2019.)
- Йоханан Петровський-Штерн «Штетл. Золота доба єврейського містечка» (Критика, 2019.)
- Анна Льєнас «Монстрик і його кольори. Розмальовка» (Каламар, 2019.)
- Брайан Вон «Сага. Книга 1» (Рідна Мова, 2019.)
- Білл Віллінгем «Казки. Хутір Тварин. Книга 2» (Рідна Мова, 2019.)
- Кевін Баррі «Місто Боуган» (Астролябія, 2019.)
- Паскаль Гілен «Перформування спільного міста. На перетині мистецтва, політики й громадського життя» (IST Publishing, 2019.)
- Кейті О'Нілл «Товариство чайних драконів» (Рідна Мова, 2019.)
- Білл Віллінгем «Казки. Легенди у вигнанні. Книга 1» (Рідна Мова, 2019.)
- Сергій Єкельчик «Повсякденний сталінізм. Київ та кияни після Великої війни» (Laurus, 2019.)
- Кейті О'Нілл «Принцеса + принцеса. Довго і щасливо» (Рідна Мова, 2019.)
- Марджорі Лью «Монстриця. Книга 1. Пробудження» (Рідна Мова, 2019.)
- Вікторія Авеярд «Багряна королева. Книга 3. Клітка короля» (Наш Формат, 2019.)
- Волтер Айзексон «Леонардо да Вінчі» (Наш Формат, 2019.)
- Сусанна Ісерн «Це ж не джунглі!» (Каламар, 2019.)
- Скотт Макклауд «Зрозуміти комікси. Невидиме мистецтво» (Рідна Мова, 2019.)
- Сусанна Ісерн «Велика книжка СуперСил» (Каламар, 2019.)
- Шон Байзелл «Щоденник книгаря» (Наш Формат, 2019.)
- Кейт Аткінсон «За лаштунками в музеї» (Наш Формат, 2018.)
- Кейт Аткінсон «Життя за життям» (Наш Формат, 2018.)
- Вікторія Авеярд «Багряна королева. Книга 2. Скляний меч» (Наш Формат, 2018.)
- Паскаль Гілен «Культура в підмурках громадянського суспільства» (IST Publishing, 2018.)
- Ханс Ульріх Обріст «Комікс у музеї сучасного мистецтва» (IST Publishing, 2018.)
- Доротея Ріхтер «Художники й куратори-конкуренти, співавтори чи колеги?» (IST Publishing, 2018.)
- Максим Тарнавський «Нечуваний Нечуй. Реалізм в українській літературі» (Laurus, 2018.)
- Алан Мур «Вартові» (Рідна Мова, 2018.)
- Вікторія Авеярд «Багряна королева. Книга 1. Багряна королева» (Наш Формат, 2017.)
- Амос Оз «Євреї і слова» (Дух і Літера, 2017.)
- Кейт Аткінсон «Руїни Бога» (Наш Формат, 2017.)
- Михайло Гнатюк «На перехресних стежках. Іван Франко та єврейське питання у Галичині.» (Критика, 2016.)
- Джейн Остін, Сет Ґрем-Сміт «Гордість і упередження і зомбі» (Основи, 2016.)
- Туве Янссон «Джунглі в долині Мумі-Тролів» (Основи, 2015.)
- Віктор Марущенко «Poo-tee-weet?» (Основи, 2015.)
- Синтія Озік «Метафори і пам'ять. Вибрані есеї» (Дух і Літера, 2014.)
- Дон Делілло. «Художниця тіла» (Темпора, 2011, 2021)
- Ант Скаландіс «Віртуальний бумеранг» (Факт, 2006.)